# Gabriel Faure
Gabriel Faure (Tournon-sur-Rhône, Ardèche, 15 de mayo de 1877 - 5 de agosto de 1962) fue un escritor francés, amigo de André Malraux.
En 1941 recibió el Gran Premio de literatura de la Academia Francesa.